# Martin Unrein
Martin Unrein foi um General alemão durante a Segunda Guerra Mundial. Nasceu em Weimar em 1 de Janeiro de 1901, faleceu em Munique em 22 de Janeiro de 1972.

## Biografia
Martin Unrein foi um oficial cadete em 1918 e após se tornou Leutnant em 1922, servindo na cavalaria.
Em Setembro de 1939, era um Major e Ajudante com o XI Corpo de Exército. Em apenas cinco anos, atingiu a patente de Generalleutnant. Ele foi promovido para Oberstleutnant em 1940, Oberst em 1 de Julho de 1942, Generalmajor em 1 de Janeiro de 1944 e Generalleutnant em 1 de Julho daquele mesmo ano.
After a spell with OKW, ele comandou a Kradschtz.Abt. 6 (15 de Setembro de 1941), Pz.Gren.Rgt. 4 (1 de Abril de 1942) e a 14ª Divisão Panzer (5 de Novembro de 1943). Em 1 de Fevereiro de 1945, assumiu o comando do III. SS Corpo Panzer. e após em 1 de Abril daquele mesmo ano, Divisão Panzer "Clausewitz".
Foi feito prisioneiro em 24 de Abril de 1945, sendo libertado em 1947 e faleceu em Munique em 22 de Janeiro de 1972.

## Condecorações
Foi condecorado com a Cruz de Cavaleiro da Cruz de Ferro (10 de Setembro de 1943), com Folhas de Carvalho (26 de Junho de 1944, n° 515) e a Cruz Germânica em Ouro (28 de Fevereiro de 1942).